# 1974年ベルギーグランプリ
1974年ベルギーグランプリ（1974ねんベルギーグランプリ、英: 1974 Belgian Grand Prix、正式名称: XXXII Grote Prijs van Belgie）は、1974年のF1世界選手権の第5戦として、1974年5月12日にニヴェル・ボレールで開催された自動車レース（ベルギーグランプリ）である。

## 概要
レースは85周で行われ、マクラーレンのエマーソン・フィッティパルディが優勝した。フェラーリのニキ・ラウダが2位、ティレルのジョディー・シェクターが3位となった。
トム・プライスはF1初参戦となるトークンでF1デビューを果たした。
ニヴェルでベルギーグランプリが開催されたのはこの年が最後で、翌年からの10年のほとんどはゾルダー・サーキットで開催された。

## エントリー
本GPは32人のドライバーが参加する。
ティレルは新車007の2台目が完成し、パトリック・デパイユにも007が与えることができた。
ブラバムは元F1ドライバーのアンドレ・ピレットの息子で、F5000で活躍している地元出身のテディ・ピレットを3人目のドライバーとしてF1デビューさせる。本GPに限り、ブラバム勢3台の車体には日立のスポンサーが付いた。
イソ・マールボロはトム・ベルソに代わってジィズ・ヴァン・レネップを起用する。
エンサインはリッキー・フォン・オペルの退団により活動を見合わせていたが、香港の実業家テディ・イップ率いるセオドール・レーシングの支援を受けて復帰し、新たなドライバーとしてヴァーン・シュパンを起用する。
F2で活躍したロン・デニスとニール・トランドルのチームであるロンデル・レーシングを母体として発足し、オイルショックの影響を経てトニー・ヴラッソピューロとケン・グロブが買収したトークンはRJ02を制作し、ロンデルのF2ドライバーで本GPがF1デビュー戦となるトム・プライスを走らせる。
スクーデリア・フィノットは4月25日のモンツァ1000kmレースで重傷を負ったシルビオ・モーザー（同レースの約1ヶ月後（5月26日）に死去）に代わって、世界メーカー選手権でマトラ・シムカを駆って活躍中のジェラール・ラルースがF1デビュー戦に参加する。
フィンランドのAAW・レーシングチームから参加した同国出身のレオ・キヌーネンは、サーティース・TS16を走らせる。
前戦スペインGPでF1デビューしたエイモンはマシンが準備できず参加を断念し、トークン同様本GPからF1参戦を予定していたリンカーも土壇場で参戦を断念した。

### エントリーリスト
| チーム                                             | No. | ドライバー                     | コンストラクター | シャシー | エンジン                   | タイヤ |
| -------------------------------------------------- | --- | ------------------------------ | ---------------- | -------- | -------------------------- | ------ |
| ジョン・プレイヤー・チーム・ロータス               | 1   | ロニー・ピーターソン           | ロータス         | 76       | フォード DFV 3.0L V8       | G      |
| ジョン・プレイヤー・チーム・ロータス               | 2   | ジャッキー・イクス             | ロータス         | 76       | フォード DFV 3.0L V8       | G      |
| エルフ・チーム・ティレル                           | 3   | ジョディー・シェクター         | ティレル         | 007      | フォード DFV 3.0L V8       | G      |
| エルフ・チーム・ティレル                           | 4   | パトリック・デパイユ           | ティレル         | 007      | フォード DFV 3.0L V8       | G      |
| マールボロ・チーム・テキサコ                       | 5   | エマーソン・フィッティパルディ | マクラーレン     | M23      | フォード DFV 3.0L V8       | G      |
| マールボロ・チーム・テキサコ                       | 6   | デニス・ハルム                 | マクラーレン     | M23      | フォード DFV 3.0L V8       | G      |
| ヤードレー・チーム・マクラーレン                   | 33  | マイク・ヘイルウッド           | マクラーレン     | M23      | フォード DFV 3.0L V8       | G      |
| モーターレーシング・ディベロップメンツ・リミテッド | 7   | カルロス・ロイテマン           | ブラバム         | BT44     | フォード DFV 3.0L V8       | G      |
| モーターレーシング・ディベロップメンツ・リミテッド | 8   | リッキー・フォン・オペル       | ブラバム         | BT44     | フォード DFV 3.0L V8       | G      |
| モーターレーシング・ディベロップメンツ・リミテッド | 34  | テディ・ピレット               | ブラバム         | BT42     | フォード DFV 3.0L V8       | G      |
| マーチ・エンジニアリング                           | 9   | ハンス＝ヨアヒム・スタック     | マーチ           | 741      | フォード DFV 3.0L V8       | G      |
| マーチ・エンジニアリング                           | 10  | ヴィットリオ・ブランビラ       | マーチ           | 741      | フォード DFV 3.0L V8       | G      |
| スクーデリア・フェラーリ SpA SEFAC                 | 11  | クレイ・レガツォーニ           | フェラーリ       | 312B3-74 | フェラーリ 001/11 3.0L F12 | G      |
| スクーデリア・フェラーリ SpA SEFAC                 | 12  | ニキ・ラウダ                   | フェラーリ       | 312B3-74 | フェラーリ 001/11 3.0L F12 | G      |
| チーム・モチュール・BRM                            | 14  | ジャン＝ピエール・ベルトワーズ | BRM              | P201     | BRM P200 3.0L V12          | F      |
| チーム・モチュール・BRM                            | 15  | アンリ・ペスカロロ             | BRM              | P160E    | BRM P142 3.0L V12          | F      |
| チーム・モチュール・BRM                            | 37  | フランソワ・ミゴール           | BRM              | P160E    | BRM P142 3.0L V12          | F      |
| UOP・シャドウ・レーシングチーム                    | 16  | ブライアン・レッドマン         | シャドウ         | DN3      | フォード DFV 3.0L V8       | G      |
| UOP・シャドウ・レーシングチーム                    | 17  | ジャン＝ピエール・ジャリエ     | シャドウ         | DN3      | フォード DFV 3.0L V8       | G      |
| バング&オルフセン・チーム・サーティース            | 18  | カルロス・パーチェ             | サーティース     | TS16     | フォード DFV 3.0L V8       | F      |
| バング&オルフセン・チーム・サーティース            | 19  | ヨッヘン・マス                 | サーティース     | TS16     | フォード DFV 3.0L V8       | F      |
| フランク・ウィリアムズ・レーシングカーズ           | 20  | アルトゥーロ・メルツァリオ     | イソ・マールボロ | FW       | フォード DFV 3.0L V8       | F      |
| フランク・ウィリアムズ・レーシングカーズ           | 21  | ジィズ・ヴァン・レネップ       | イソ・マールボロ | FW       | フォード DFV 3.0L V8       | F      |
| チーム・エンサイン                                 | 22  | ヴァーン・シュパン             | エンサイン       | N174     | フォード DFV 3.0L V8       | F      |
| ヘスケス・レーシング                               | 24  | ジェームス・ハント             | ヘスケス         | 308      | フォード DFV 3.0L V8       | F      |
| スクーデリア・フィノット                           | 25  | シルビオ・モーザー 1           | ブラバム         | BT42     | フォード DFV 3.0L V8       | F      |
| スクーデリア・フィノット                           | 43  | ジェラール・ラルース           | ブラバム         | BT42     | フォード DFV 3.0L V8       | F      |
| エンバシー・レーシング・ウィズ・グラハム・ヒル     | 26  | グラハム・ヒル                 | ローラ           | T370     | フォード DFV 3.0L V8       | F      |
| エンバシー・レーシング・ウィズ・グラハム・ヒル     | 27  | ガイ・エドワーズ               | ローラ           | T370     | フォード DFV 3.0L V8       | F      |
| ジョン・ゴールディ・レーシング・ウィズ・ヘキサゴン | 28  | ジョン・ワトソン               | ブラバム         | BT42     | フォード DFV 3.0L V8       | F      |
| ピッチ・プラント・リミテッド                       | 29  | ジョン・ニコルソン 2           | リンカー         | 006      | フォード DFV 3.0L V8       | G      |
| クリス・エイモン・レーシング                       | 30  | クリス・エイモン 3             | エイモン         | AF101    | フォード DFV 3.0L V8       | F      |
| トロージャン-トーラナック・レーシング              | 41  | ティム・シェンケン             | トロージャン     | T103     | フォード DFV 3.0L V8       | F      |
| トークン・レーシング                               | 42  | トム・プライス                 | トークン         | RJ02     | フォード DFV 3.0L V8       | F      |
| AAW・レーシングチーム                              | 44  | レオ・キヌーネン               | サーティース     | TS16     | フォード DFV 3.0L V8       | F      |
| 出典:                                              |     |                                |                  |          |                            |        |

追記
- ^1 - モーザーはモンツァ1000kmで重症を負い欠場
- ^2 - エントリーのみ
- ^3 - マシンが準備できず欠場

## 予選
（特記のない出典：）
プラクティス初日は雨に見舞われたが、2日目は晴天のもと行われた。
フェラーリのスポンサーであったホイヤーが従来より精度が高い最新の計時システムを主催者に使用してもらえるように勧めたが、主催者は従来の計時システムで十分と断った。しかし、ホイヤーが掲示したタイムと従来のタイムに大きな開きがあることで物議を醸した。主催者は従来の計時システムを正式な記録として主張し、正式な順位も従来の計時システムにより決定した。
ポールポジションはクレイ・レガツォーニが獲得し、ジョディー・シェクターが2番手となった。

### 予選結果
| 順位  | No. | ドライバー                     | コンストラクター          | タイム  | 差     | Grid |
| ----- | --- | ------------------------------ | ------------------------- | ------- | ------ | ---- |
| 1     | 11  | クレイ・レガツォーニ           | フェラーリ                | 1:09.82 | -      | 1    |
| 2     | 3   | ジョディー・シェクター         | ティレル-フォード         | 1:10.86 | +1.04  | 2    |
| 3     | 12  | ニキ・ラウダ                   | フェラーリ                | 1:11.04 | +1.22  | 3    |
| 4     | 5   | エマーソン・フィッティパルディ | マクラーレン-フォード     | 1:11.07 | +1.25  | 4    |
| 5     | 1   | ロニー・ピーターソン           | ロータス-フォード         | 1:11.21 | +1.39  | 5    |
| 6     | 20  | アルトゥーロ・メルツァリオ     | イソ・マールボロ-フォード | 1:11.29 | +1.47  | 6    |
| 7     | 14  | ジャン＝ピエール・ベルトワーズ | BRM                       | 1:11.39 | +1.57  | 7    |
| 8     | 18  | カルロス・パーチェ             | サーティース-フォード     | 1:11.46 | +1.64  | 8    |
| 9     | 24  | ジェームス・ハント             | ヘスケス-フォード         | 1:11.53 | +1.71  | 9    |
| 10    | 9   | ハンス＝ヨアヒム・スタック     | マーチ-フォード           | 1:11.57 | +1.75  | 10   |
| 11    | 4   | パトリック・デパイユ           | ティレル-フォード         | 1:11.60 | +1.78  | 11   |
| 12    | 6   | デニス・ハルム                 | マクラーレン-フォード     | 1:11.61 | +1.79  | 12   |
| 13    | 33  | マイク・ヘイルウッド           | マクラーレン-フォード     | 1:11.98 | +2.16  | 13   |
| 14    | 22  | ヴァーン・シュパン             | エンサイン-フォード       | 1:12.02 | +2.20  | 14   |
| 15    | 15  | アンリ・ペスカロロ             | BRM                       | 1:12.33 | +2.51  | 15   |
| 16    | 2   | ジャッキー・イクス             | ロータス-フォード         | 1:12.42 | +2.60  | 16   |
| 17    | 17  | ジャン＝ピエール・ジャリエ     | シャドウ-フォード         | 1:12.53 | +2.71  | 17   |
| 18    | 16  | ブライアン・レッドマン         | シャドウ-フォード         | 1:12.73 | +2.91  | 18   |
| 19    | 28  | ジョン・ワトソン               | ブラバム-フォード         | 1:12.76 | +2.94  | 19   |
| 20    | 42  | トム・プライス                 | トークン-フォード         | 1:12.85 | +3.03  | 20   |
| 21    | 27  | ガイ・エドワーズ               | ローラ-フォード           | 1:13.33 | +3.51  | 21   |
| 22    | 8   | リッキー・フォン・オペル       | ブラバム-フォード         | 1:13.34 | +3.52  | 22   |
| 23    | 23  | ティム・シェンケン             | トロージャン-フォード     | 1:13.36 | +3.54  | 23   |
| 24    | 7   | カルロス・ロイテマン           | ブラバム-フォード         | 1:13.47 | +3.65  | 24   |
| 25    | 37  | フランソワ・ミゴール           | BRM                       | 1:13.49 | +3.67  | 25   |
| 26    | 19  | ヨッヘン・マス                 | サーティース-フォード     | 1:13.81 | +3.99  | 26   |
| 27    | 34  | テディ・ピレット               | ブラバム-フォード         | 1:14.05 | +4.23  | 27   |
| 28    | 43  | ジェラール・ラルース           | ブラバム-フォード         | 1:14.22 | +4.40  | 28   |
| 29    | 26  | グラハム・ヒル                 | ローラ-フォード           | 1:14.30 | +4.48  | 29   |
| 30    | 21  | ジィズ・ヴァン・レネップ       | イソ・マールボロ-フォード | 1:15.60 | +5.78  | 30   |
| 31    | 10  | ヴィットリオ・ブランビラ       | マーチ-フォード           | 1:23.81 | +13.99 | 31   |
| 32    | 44  | レオ・キヌーネン               | サーティース-フォード     | 1:28.77 | +18.95 | DNQ  |
| 出典: |     |                                |                           |         |        |      |

追記
- スターティンググリッドは31台に制限

## 決勝
（特記のない出典：）
決勝当日も好天に恵まれた。パドックには元ホンダF1監督の中村良夫が訪れた。
ポールポジションからスタートしたクレイ・レガツォーニがリードし、エマーソン・フィッティパルディが2位に続く。7周目にはニキ・ラウダがジョディー・シェクターを抜いて3位に浮上する。10周目までに前記した4台とロニー・ピーターソン、ジェームス・ハントが先頭集団を構成した。
30周を過ぎると先頭集団が周回遅れに追いつき、周回遅れをパスする際にフィッティパルディとラウダがレガツォーニを抜き、レガツォーニは首位から3位に後退してしまった。この頃、ピーターソンは燃料パイプが破損してピットインした。ピーターソンは漏れたガソリンを全身に浴びてしまった。
フィッティパルディとラウダの首位争いはレース終盤まで続いた。最終ラップ目前までラウダの猛追をしのぎ続けたフィッティパルディだったが、最終コーナーで2車身足らずまで迫られ、あとはストレートでの加速勝負となった。先にチェッカーフラッグを受けたのはフィッティパルディで、ラウダとの差はわずか0.35秒という僅差だった。レガツォーニとシェクターの3位争いも最後まで続いたが、フィニッシュ目前にシェクターがガス欠状態に陥ったレガツォーニを抜き、初の3位表彰台をもぎ取った。5-6位は後半に凄まじい追い上げを見せたジャン＝ピエール・ベルトワーズと、ファステストラップを獲得したデニス・ハルムが滑り込んだ。
ドライバーズチャンピオン争いは、フィッティパルディがラウダを1点上回り首位に立った。

### レース結果
| 順位                                                           | No. | ドライバー                     | コンストラクター          | 周回数 | タイム/リタイア原因 | Grid | Pts. |
| -------------------------------------------------------------- | --- | ------------------------------ | ------------------------- | ------ | ------------------- | ---- | ---- |
| 1                                                              | 5   | エマーソン・フィッティパルディ | マクラーレン-フォード     | 85     | 1:44:20.57          | 4    | 9    |
| 2                                                              | 12  | ニキ・ラウダ                   | フェラーリ                | 85     | +0.35               | 3    | 6    |
| 3                                                              | 3   | ジョディー・シェクター         | ティレル-フォード         | 85     | +45.61              | 2    | 4    |
| 4                                                              | 11  | クレイ・レガツォーニ           | フェラーリ                | 85     | +52.02              | 1    | 3    |
| 5                                                              | 14  | ジャン＝ピエール・ベルトワーズ | BRM                       | 85     | +1:08.05            | 7    | 2    |
| 6                                                              | 6   | デニス・ハルム                 | マクラーレン-フォード     | 85     | +1:10.54            | 12   | 1    |
| 7                                                              | 33  | マイク・ヘイルウッド           | マクラーレン-フォード     | 84     | +1 Lap              | 13   |      |
| 8                                                              | 26  | グラハム・ヒル                 | ローラ-フォード           | 83     | +2 Laps             | 29   |      |
| 9                                                              | 10  | ヴィットリオ・ブランビラ       | マーチ-フォード           | 83     | +2 Laps             | 31   |      |
| 10                                                             | 41  | ティム・シェンケン             | トロージャン-フォード     | 83     | +2 Laps             | 23   |      |
| 11                                                             | 28  | ジョン・ワトソン               | ブラバム-フォード         | 83     | +2 Laps             | 19   |      |
| 12                                                             | 27  | ガイ・エドワーズ               | ローラ-フォード           | 82     | +3 Laps             | 21   |      |
| 13                                                             | 17  | ジャン＝ピエール・ジャリエ     | シャドウ-フォード         | 82     | +3 Laps             | 17   |      |
| 14                                                             | 21  | ジィズ・ヴァン・レネップ       | イソ・マールボロ-フォード | 82     | +3 Laps             | 30   |      |
| 15                                                             | 22  | ヴァーン・シュパン             | エンサイン-フォード       | 82     | +3 Laps             | 14   |      |
| 16                                                             | 37  | フランソワ・ミゴール           | BRM                       | 82     | +3 Laps             | 25   |      |
| 17                                                             | 34  | テディ・ピレット               | ブラバム-フォード         | 81     | +4 Laps             | 27   |      |
| 18†                                                            | 16  | ブライアン・レッドマン         | シャドウ-フォード         | 80     | エンジン            | 18   |      |
| Ret                                                            | 2   | ジャッキー・イクス             | ロータス-フォード         | 72     | オーバーヒート      | 16   |      |
| Ret                                                            | 42  | トム・プライス                 | トークン-フォード         | 66     | 接触                | 20   |      |
| Ret                                                            | 7   | カルロス・ロイテマン           | ブラバム-フォード         | 62     | エンジン            | 24   |      |
| Ret                                                            | 1   | ロニー・ピーターソン           | ロータス-フォード         | 56     | 燃料漏れ            | 5    |      |
| Ret                                                            | 4   | パトリック・デパイユ           | ティレル-フォード         | 53     | ブレーキ            | 11   |      |
| Ret                                                            | 19  | ヨッヘン・マス                 | サーティース-フォード     | 53     | サスペンション      | 26   |      |
| Ret                                                            | 43  | ジェラール・ラルース           | ブラバム-フォード         | 53     | タイヤ              | 28   |      |
| Ret                                                            | 18  | カルロス・パーチェ             | サーティース-フォード     | 50     | ハンドリング        | 8    |      |
| Ret                                                            | 8   | リッキー・フォン・オペル       | ブラバム-フォード         | 49     | エンジン            | 22   |      |
| Ret                                                            | 24  | ジェームス・ハント             | ヘスケス-フォード         | 45     | アクシデント        | 9    |      |
| Ret                                                            | 20  | アルトゥーロ・メルツァリオ     | イソ・マールボロ-フォード | 29     | トランスミッション  | 6    |      |
| Ret                                                            | 15  | アンリ・ペスカロロ             | BRM                       | 12     | 接触                | 15   |      |
| Ret                                                            | 9   | ハンス＝ヨアヒム・スタック     | マーチ-フォード           | 6      | クラッチ            | 10   |      |
| DNQ                                                            | 44  | レオ・キヌーネン               | サーティース-フォード     |        | 予選不通過          |      |      |
| 優勝スピード（勝者フィッティパルディの平均速度）：182.019 km/h |     |                                |                           |        |                     |      |      |
| ファステストラップ：デニス・ハルム - 1:11.31（37周目）         |     |                                |                           |        |                     |      |      |
| 出典:                                                          |     |                                |                           |        |                     |      |      |

追記
- ^† - リタイアだが、90%以上の距離を走行したため規定により完走扱い。

ラップリーダー
※太字は最多ラップリーダー
- クレイ・レガツォーニ - 38周 (1-38)
- エマーソン・フィッティパルディ - 47周 (39-85)

## 主な記録
（特記のない出典：）

### ドライバー
- 初表彰台：ジョディー・シェクター - 11戦目[W 11]
- 最終ファステストラップ：デニス・ハルム - 9回目
- 初参戦 / 初出走 / 初完走：テディ・ピレット（英語版）[W 12]
- 初参戦 / 初出走：トム・プライス[W 13]、ジェラール・ラルース（ラルースはこれが唯一の出走となった）[W 14]
- 初参戦：レオ・キヌーネン（予選不通過のため出走せず）[W 15]

### コンストラクター
- 190回目の表彰台：フェラーリ
- 50戦目の出走：サーティース
- 初参戦 / 初出走：トークン[W 16]

### エンジン
- 通算70勝：フォード・コスワース
- 190回目の表彰台：フェラーリ

## 第5戦終了時点のランキング
|       | 順位 | ドライバー                     | ポイント |
| ----- | ---- | ------------------------------ | -------- |
| 2     | 1    | エマーソン・フィッティパルディ | 22       |
|       | 2    | ニキ・ラウダ                   | 21       |
| 2     | 3    | クレイ・レガツォーニ           | 19       |
|       | 4    | デニス・ハルム                 | 11       |
| 2     | 5    | ジャン＝ピエール・ベルトワーズ | 10       |
| 出典: |      |                                |          |

|       | 順位 | コンストラクター      | ポイント |
| ----- | ---- | --------------------- | -------- |
|       | 1    | マクラーレン-フォード | 35       |
|       | 2    | フェラーリ            | 27       |
| 1     | 3    | BRM                   | 10       |
| 1     | 4    | ティレル-フォード     | 10       |
| 2     | 5    | ブラバム-フォード     | 9        |
| 出典: |      |                       |          |

- 注: トップ5のみ表示。有効ポイントは前半8戦のうちベスト7戦と後半7戦のうちベスト6戦の合計。